# Джиянов, Русланбек Музаффарович
Русланбе́к Музаффа́рович Джия́нов (узб. Ruslanbek Muzaffar oʻgʻli Jiyanov; род. 5 июня 2001, Ташкент) — узбекский футболист, нападающий клуба «Пари Нижний Новгород», выступающий на правах аренды за «Навбахор», и национальной сборной Узбекистана. Узбекистон ифтихори (2025).

## Клубная карьера
Воспитанник футбольной академии «Пахтакора».
В января 2021 года перешёл в ташкентский «Олимпик». В декабре 2021 года стал бронзовым призёром Про-лиги и по итогам стыковых матчей вышел с клубом в Суперлигу.
10 февраля 2023 года был куплен клубом «Пари НН». Одним из условий контракта стало возвращение футболиста на правах аренды в «Олимпик».
8 августа 2023 года дебютировал за российский клуб в кубковом матче против московского «Спартака».
2 января 2024 года был отдан в аренду в узбекский клуб «Навбахор» до 30 ноября 2024 года.

## Карьера в сборной
В составе сборной Узбекистана (до 23) стал серебряный призёром чемпионата Азии среди молодёжных команд 2022.
20 ноября 2022 года дебютировал за сборную Узбекистана в товарищеском матче против сборной России.

## Статистика выступлений

### Клубная
| Выступление      | Выступление      | Выступление      | Лига | Лига | Кубки | Кубки | Международные кубки | Международные кубки | Стыковые матчи | Стыковые матчи | Итого | Итого |
| Клуб             | Лига             | Сезон            | Игры | Голы | Игры  | Голы  | Игры                | Голы                | Игры           | Голы           | Игры  | Голы  |
| ---------------- | ---------------- | ---------------- | ---- | ---- | ----- | ----- | ------------------- | ------------------- | -------------- | -------------- | ----- | ----- |
| Олимпик          | Про-лига         | 2021             | 13   | 0    | 4     | 1     | —                   | —                   | 1              | 0              | 18    | 1     |
| Олимпик          | Суперлига        | 2022             | 25   | 5    | 3     | 1     | —                   | —                   | —              | —              | 28    | 6     |
| Олимпик          | Итого            | Итого            | 38   | 5    | 7     | 2     | —                   | —                   | 1              | 0              | 46    | 7     |
| Пари НН          | РПЛ              | 2023/24          | 0    | 0    | 1     | 0     | —                   | —                   | —              | —              | 1     | 0     |
| Пари НН          | Итого            | Итого            | 0    | 0    | 1     | 0     | —                   | —                   | —              | —              | 1     | 0     |
| → Олимпик        | Суперлига        | 2023             | 11   | 2    | 3     | 1     | —                   | —                   | —              | —              | 14    | 3     |
| → Олимпик        | Итого            | Итого            | 11   | 2    | 3     | 1     | —                   | —                   | —              | —              | 14    | 3     |
| → Навбахор       | Суперлига        | 2024             | 24   | 1    | 2     | 0     | 2                   | 0                   | —              | —              | 28    | 1     |
| → Навбахор       | Суперлига        | 2025             | 20   | 8    | 3     | 1     | —                   | —                   | —              | —              | 23    | 9     |
| → Навбахор       | Итого            | Итого            | 44   | 9    | 5     | 1     | 2                   | 0                   | —              | —              | 51    | 10    |
| Всего за карьеру | Всего за карьеру | Всего за карьеру | 93   | 16   | 16    | 4     | 2                   | 0                   | 1              | 0              | 112   | 20    |

### Матчи за сборную
| Матчи Джиянова за сборную Узбекистана | Матчи Джиянова за сборную Узбекистана | Матчи Джиянова за сборную Узбекистана | Матчи Джиянова за сборную Узбекистана | Матчи Джиянова за сборную Узбекистана | Матчи Джиянова за сборную Узбекистана |
| №                                     | Дата                                  | Оппонент                              | Счёт                                  | Голы                                  | Соревнование                          |
| ------------------------------------- | ------------------------------------- | ------------------------------------- | ------------------------------------- | ------------------------------------- | ------------------------------------- |
| 1                                     | 20 ноября 2022                        | Россия                                | 0:0                                   | —                                     | Товарищеский матч                     |
| 2                                     | 20 марта 2025                         | Кыргызстан                            | 1:0                                   | —                                     | Отборочные матчи ЧМ-2026              |
| 3                                     | 25 марта 2025                         | Иран                                  | 2:2                                   | —                                     | Отборочные матчи ЧМ-2026              |

Итого: 3 матча / 0 голов; 1 победа, 2 ничьих, 0 поражений.

## Достижения
«Олимпик»
- Серебряный призёр Про-лиги: 2021

Сборная Узбекистана (до 23)
- Серебряный призёр чемпионата Азии среди молодёжных команд (2): 2022, 2024[англ.]
- Бронзовый призёр Летних Азиатских игр: 2022

«Навбахор»
- Бронзовый призёр чемпионата Узбекистана: 2024
- Финалист Кубка Узбекистана: 2024